# Cobra (konstnärsgrupp)

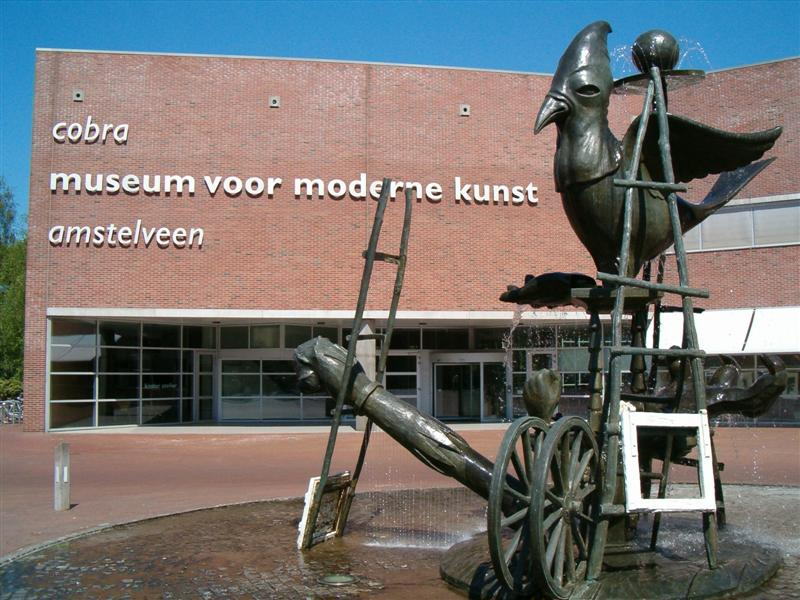
Cobra-museet i Amstelveen.

Cobra bildades den 8 november 1948 på Café Notre Dame i Paris av den danske bildkonstnären Asger Jorn, den belgiske författaren Christian Dotremont och den nederländske konstnären Constant. Gruppens namn bildades av konstnärernas hemstäders första bokstäver: COpenhagen, BRussels, Amsterdam. I Amstelveen, strax söder om Amsterdam, ligger Cobra Museum som visar verk av Karel Appel och andra avant-garde-konstnärer.

## Gruppens målsättning
Cobra-gruppens målsättning var att "frigöra konsten från den västerländska kulturens normer och stilinriktningar". Gruppen försökte frigöra sig från tyngdpunkten på form och intellekt och uppmuntrade i stället till spontant målande. Ett starkt färgval var typiskt för gruppens konstnärer. Man tog intryck av teckningar utförda av barn, primitiv konst, de samtida konstnärerna Jean Dubuffets, Paul Klees och Joan Mirós verk samt sagor och mytologi. Intryck från dessa områden gjorde det möjligt för konstnärerna att använda sig av ett stort antal tecken och symboler, med tyngdpunkt på groteska och absurda element. 

## Historia
Cobra bildades genom sammanslagningen av den nederländska gruppen Reflex, den danska gruppen Høst och den belgiska gruppen Revolutionary Surrealist Group.
Konstnärerna, som understödde den i Danmark publicerade tidningen Helhesten (Helveteshästen), utgjorde under andra världskriget grunden för Cobra-gruppen. Danska Cobra-medlemmar var förutom Jorn konstnärerna Carl-Henning Pedersen och Egill Jacobsen samt skulptören Henry Heerup.
En belgisk förgrening hade redan uppstått 1947 i form av en surrealistiskt revolutionär rörelse ledd av Dotremont (kallad Revolutionary Surrealist Group?). Den enda aktiva belgiska konstnären i gruppen var Pierre Alechinsky. Den holländska kärnan utgjordes sommaren 1948 av en experimentell grupp, till vilken konstnärerna Constant, Karel Appel, Jan Nieuwenhuys och Corneille samt poeten och bildkonstnären Lucebert hörde. Cobra påverkades också av den i Algeriet födda Jean Michel Atlan och skotten Stephen Gilbert. 
Cobragruppen verkade i endast tre år, till och med november 1951, varefter den upplöstes genom ett gemensamt beslut. Dess revolutionära inflytande och uppmuntran till självförverkligande lever dock kraftigt kvar i dagens konst. Inriktningen verkade som en viktig länk mellan det rationella och det irrationella, mellan konsten och naturen eller det abstrakta och det figurativa. Cobragruppens medlemmar fortsatte att verka som enskilda konstnärer och största delen av dem har uppnått internationell berömmelse.

## Några konstnärer
| - Pierre Alechinsky (född 1927) - Else Alfelt (1910–1974) - Karel Appel (1921–2006) - Jean-Michel Atlan (1913–1960) - Mogens Balle (1921–1988) - Ejler Bille (1910–2004) - Pol Bury (1922–2005) - Corneille (1922–2010) - Christian Dotrement (1922–1981) - Jacques Doucet (1924–1994) - Sonja Ferlov (1911–1984) - William Gear (1915–1997) - Herbert Gentry (1919–2003) - Stephen Gilbert (1910–2007) - Svavnar Gudnason (1909–1988) - Reinhoud d'Haese (1928–2007) | - Henry Heerup (1907–1993) - C.O. Hultén (1916–2015) - Egill Jacobsen (1910–1998) - Asger Jorn (1914–1973) - Lucebert (1924–1994) - Jørgen Nash (1920–2004) - Constant Nieuwenhuys (1920–2005) - Jan Nieuwenhuys (1922–1986) - Erik Ortvad (1917–2008) - Carl-Henning Pedersen (1913–2007) - Anton Rooskens (1906–1976) - Max Walter Svanberg (1912–1994) - Raoul Ubac (1910–1985) - Uno Vallman (1913–2004) - Theo Wolvecamp (1925–1992) - Anders Österlin (1926–2011) |